# حدة (بعدان)

تعديل مصدري - تعديل

حدة هي إحدى قرى عزلة المشكي بمديرية بعدان التابعة لمحافظة إب، بلغ تعداد سكانها 711 نسمة حسب تعداد اليمن لعام 2004.